# 江玠
江玠（1466年—？），字廷搢，號鐵峰，四川重庆府巴縣人。明朝官员。

## 生平
弘治八年（1495年）乙卯科四川鄉試第二十二名舉人，弘治十二年（1499年）己未科會試第二百四十名，三甲第二十八名進士，歷官鳳翔府岐山縣知縣，弘治十七年甲午科陝西鄉試受卷官。累升南京刑部郎中，正德十四年（1519年）三月升貴州布政司左參議。壽九十四，祀鄉賢。

## 家族
曾祖江沂。祖江熙暕。父江遂良。母謝氏；继母馬氏。具庆下。兄江瑄、江玘、江璪（贡士）、江璜。弟江珽。子江中躍，嘉靖进士。